# Velika nagrada Francije 1967
Velika nagrada Francije 1967 je bila peta dirka Svetovnega prvenstva Formule 1 v sezoni 1967. Odvijala se je 2. julija 1967.

## Dirka
| Poz | Št | Dirkač          | Konstruktor     | Krogi | Čas/Odstop      | Št. m. | Toč |
| --- | -- | --------------- | --------------- | ----- | --------------- | ------ | --- |
| 1   | 3  | Jack Brabham    | Brabham-Repco   | 80    | 2:13:21,3       | 2      | 9   |
| 2   | 4  | Denny Hulme     | Brabham-Repco   | 80    | + 49,5 s        | 6      | 6   |
| 3   | 10 | Jackie Stewart  | BRM             | 79    | +1 krog         | 10     | 4   |
| 4   | 18 | Jo Siffert      | Cooper-Maserati | 77    | +3 krogi        | 11     | 3   |
| 5   | 15 | Chris Irwin     | BRM             | 76    | Motor           | 9      | 2   |
| 6   | 14 | Pedro Rodriguez | Cooper-Maserati | 76    | +4 krogi        | 13     | 1   |
| NC  | 16 | Guy Ligier      | Cooper-Maserati | 68    | +12 krogov      | 15     |     |
| Ods | 2  | Chris Amon      | Ferrari         | 47    | Pedal za plin   | 7      |     |
| Ods | 9  | Dan Gurney      | Eagle-Weslake   | 40    | Puščanje goriva | 3      |     |
| Ods | 12 | Jochen Rindt    | Cooper-Maserati | 33    | Motor           | 8      |     |
| Ods | 8  | Bruce McLaren   | Eagle-Weslake   | 26    | Vžig            | 5      |     |
| Ods | 6  | Jim Clark       | Lotus-Ford      | 23    | Diferencial     | 4      |     |
| Ods | 17 | Bob Anderson    | Brabham-Climax  | 16    | Vžig            | 14     |     |
| Ods | 7  | Graham Hill     | Lotus-Ford      | 13    | Diferencial     | 1      |     |
| Ods | 11 | Mike Spence     | BRM             | 9     | Pog. gred       | 12     |     |